# Берг, Густав Густавович
Густав Густавович Берг (1716 — 1778) — русский военный, генерал-аншеф, из лифляндских дворян.

## Биография
Родился в 1716 году.
Получив весьма солидное для своего времени образование в германских университетах, Берг поступил в лейб-гвардии конный полк, в котором оставался до 1752 года, когда был произведён в полковники и назначен командиром одного из армейских драгунских полков; через пять лет Берг был бригадиром. 
В начале Семилетней войны он находился при обложении крепости Кольберг и руководил постройкой осадных батарей. В сражении при Куннерсдорфе, 1 августа 1759 года он  первым из русских генералов перешёл в наступление. Поддержанный войсками Вильбоа и князя Волконского, он направился во фланг прусской армии, отбил у них наши батареи и заставил отступить их за Кунгруд. Затем русские войска быстро очистили штыками Мюльберг и прочно утвердились на прежней позиции. За этот подвиг Берг, незадолго перед тем произведённый в генерал-майоры, был награждён орденом Св. Анны. 
В 1761 году Г. Г. Берг был назначен начальником всей лёгкой кавалерии; 22 июня того же года, в окрестностях г. Брига, разбил прусских гусар, а 26 июля одержал новую победу в окрестностях Бреславля. В мелких авангардных стычках, предшествовавших Вейсентинскому делу, Берг блестящим образом проявил свои боевые способности. К 4 октября он, с своими главными силами, занял Наугардт и решил атаковать прусский отряд, высланный из Трептова на д. Вейсентин для восстановления прерванного сообщения с Штетином. Оставив в Наугардте 3 гренадерских роты и 4 эскадрона, для обеспечения своего тыла, Берг послал подполковника Текели, с сербскими гусарами и двумя казачьими полками, для захвата тыла вейсентинского отряда, а сам, с двумя гренадерскими ротами, 8-ю орудиями, 6-ю эскадронами драгун и несколькими полками казаков и гусар, направился на Вейсентин. На следующий день, с рассветом, он наткнулся на передовые посты прусской армии, находившиеся за рекой, уничтожил мосты и, оставив прусские форпосты под наблюдением небольшого отряда, с главными силами обошёл прусский авангард и двинулся прямо на Вейсентин. После упорного боя, в плен были взяты 12 офицеров и 462 нижних чина прусской армии. Это дело было одним из самых крупных успехов русской армии в кампанию 1761 года. Берг участвовал ещё во многих авангардных делах, но главным образом парализовал предприятия прусской армии, действуя на операционные линии неприятеля, чем весьма много содействовал успешному исходу кампании 1761 года.
По окончании войны был произведён в генерал-поручики и награждён орденом Св. Александра Невского. В 1762—1766 годах он участвовал в комиссии, собранной для составления штатов и постановлений о сухопутном войске. При начале турецкой войны, в 1769 году Бергу был вверен отдельный корпус, для действий в Крыму. Разбивая многочисленные татарские скопища, Берг отбивал у них много скота и за свои искусные действия был пожалован пенсией по 1 000 рублей серебром ежегодно. В следующем году, при осаде Бендер, Берг, командуя лёгкими войсками, прикрывал осаду со стороны Очакова, а после покорения этой крепости оберегал границы от реки Днестра до Азовского моря и поддерживал войска, действовавшие против кубанцев. 29 июня 1771 г., в сражении под крепостью Кефой, Берг командовал войсками правого крыла и был одним из главных виновников одержанной победы. За турецкую войну он был награжден бриллиантовыми знаками ордена Св. Александра Невского, а в 1773 году, по старшинству, был произведен в генерал-аншефы.
Умер в 1778 году.